# Boudewijn I van Guînes
Boudewijn I van Guînes (circa 1038 - 1091) was van tussen 1052 en 1065 tot aan zijn dood graaf van Guînes.

## Levensloop
Boudewijn I was de zoon van graaf Eustaas I van Guînes en diens echtgenote Suzanne van Ghermines. Tussen 1052 en 1065 volgde hij zijn vader op als graaf van Guînes.
In 1070 steunde hij in de successieoorlog om het graafschap Vlaanderen Robrecht I de Fries tegen Richilde van Henegouwen en haar zoon Arnulf III. Ook voerde hij een vete met heer Arnulf I van Ardres.
In 1084 ging Boudewijn samen met heer Ingelram van Lillers op pelgrimstocht naar Santiago de Compostella. Na zijn terugkeer werd hij ziek, waarna hij goed verzorgd werd in de Abdij van Charroux. Als dank hiervoor besloot Boudewijn twee kloosters op te richten die onder de voogdij van deze abdij werden geplaatst. Dit waren de abdij Saint-Médard-d'Andres nabij Guînes en de abdij van Ham-en-Artois.  
In 1091 stierf Boudewijn, waarna hij werd bijgezet in de abdij van Andernes.

## Huwelijk en nakomelingen
Boudewijn was gehuwd met Adelheid (1045-1085), dochter van graaf Floris I van Holland. Ze kregen volgende kinderen:
- Gisela (1075-?), huwde in 1101 met burggraaf Wenemar I van Gent
- Adelheid (1080-1142), huwde met heer Godfried IV van Semur-en-Brionnais
- Manasses I (1075-1137), graaf van Guînes
- Fulco (overleden rond 1125), heer van Beiroet
- Gwijde, graaf van Forez
- Hugo, aartsdiaken